# 回転子 (ライフゲーム)
回転子（かいてんし、英:Rotor）とは、その進化中のある時点で状態を変える振動子を指す。 この用語は1994年にAllan Wechslerによって造られた。 出生の維持のために3人の隣のマスと2マスか3マスを必要とするのでセル・オートマトンの中でライフゲームはこの条件を満たす。
つまり、回転子のセルは互いに隣接している必要がある。 おそらく孤立したペアでのみ発生する。